# Horas canónicas

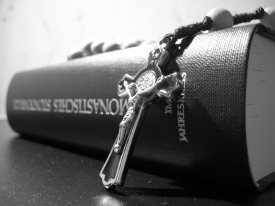

Las horas canónicas son una división del tiempo empleada durante la Edad Media en la mayoría de las regiones cristianas de Europa, y que seguía el ritmo de los rezos  religiosos de los monasterios. Cada una de las horas indica una parte del oficio divino (hoy denominado liturgia de las horas), es decir, el conjunto de oraciones pertinente a esa parte del día.

## Origen
Las horas canónicas surgieron de la oración judía. En el Antiguo Testamento, Dios ordenó a los sacerdotes israelitas ofrecer sacrificios de animales por la mañana y por la tarde (Éxodo 29:38-39). Con el tiempo, estos sacrificios se trasladaron del Tabernáculo al Templo de Salomón en Jerusalén.
Durante el cautiverio babilónico, cuando el Templo ya no estaba en uso, las sinagogas continuaron con la práctica y los servicios (a horas fijas del día) de lecturas de la Torá , salmos e himnos comenzaron a evolucionar. Este "sacrificio de alabanza" comenzó a sustituir los sacrificios de animales. Después de que el pueblo regresó a Judea , los servicios de oración también se incorporaron al culto en el Templo.
La curación milagrosa del mendigo lisiado descrita en Hechos de los Apóstoles 3,1 tuvo lugar cuando Pedro y Juan iban al templo para la hora de oración de las tres. La práctica de las oraciones diarias surgió de la práctica judía de recitar oraciones en momentos determinados del día conocidos como zmanim: por ejemplo, en los Hechos de los Apóstoles, San Pedro y Juan Evangelista visitan el Templo en Jerusalén para las oraciones de la tarde.
El Salmo 119,164 dice: "Siete veces al día te alabo por tus justas leyes" (de esto, Simeón de Tesalónica escribe que "los tiempos de oración y los servicios son siete en número, como el número de los dones del Espíritu, ya que las santas oraciones son del Espíritu"). En Hechos 10: 9, la decisión de incluir a los gentiles entre la comunidad de creyentes, surgió de una visión que Pedro tuvo mientras oraba alrededor del mediodía.
Los primeros cristianos rezaban los Salmos (Hechos 4:23-30), que siguen siendo la parte principal de las horas canónicas. Hacia el año 60 d. C., la Didaché recomienda a los discípulos rezar el Padrenuestro tres veces al día; esta práctica también llegó a las horas canónicas. En los siglos II y III, Padres de la Iglesia como Clemente de Alejandría, Orígenes y Tertuliano escribieron sobre la práctica de la oración de la mañana y de la tarde, y de las oraciones de las horas tercera, sexta y novena.
Desde la época de la Iglesia primitiva, se ha enseñado la práctica de siete tiempos fijos de oración , adjuntos al Salmo 119:164; En la Tradición Apostólica, Hipólito instruyó a los cristianos a orar siete veces al día "al levantarse, al encender la lámpara de la tarde, a la hora de acostarse, a medianoche" y "las horas tercera, sexta y novena del día, siendo horas asociadas con la Pasión de Cristo".
En la iglesia primitiva, durante la noche anterior a cada fiesta, se mantenía una vigilia . La palabra "Vigilias", aplicada inicialmente al Oficio Nocturno, proviene de una fuente latina, a saber, las Vigiliae o guardias nocturnas o guardias de los soldados. La noche desde las seis de la tarde hasta las seis de la mañana se dividía en cuatro vigilias o vigilias de tres horas cada una, la primera, la segunda, la tercera y la cuarta vigilia. El Oficio Nocturno está vinculado al Salmo 119,62: "A medianoche me levantaré para darte gracias por tus justos juicios".
Los cristianos asistieron a dos liturgias en el Día del Señor, adorando comunitariamente tanto en un servicio matutino como en un servicio vespertino, con el propósito de leer las Escrituras y celebrar la Eucaristía. Durante el resto de la semana, los cristianos se reunían en la iglesia todos los días para la oración de la mañana (que se conoció como laudes) y la oración de la tarde (que se conoció como vísperas), mientras oraban en los otros horarios fijos de oración en privado. Por la tarde, los fieles se reunían en el lugar o iglesia donde se iba a celebrar la fiesta y se preparaban con oraciones, lecturas y, a veces, también con la escucha de un sermón. Plinio el Joven (63 – c.113) menciona no sólo tiempos fijos de oración por parte de los creyentes, sino también servicios específicos—además de la Eucaristía—asignados a esos tiempos: "se reunieron en un día determinado antes de que amaneciera, y se dirigieron a un forma de oración a Cristo, como a una divinidad... después de lo cual era costumbre separarse y luego volverse a reunir, para comer en común una comida inofensiva". Esta vigilia era una institución regular de la vida cristiana y fue defendida y altamente recomendada por San Agustín y San Jerónimo.
El Oficio de las Vigilias era un Oficio único, recitado sin interrupción a medianoche. Probablemente en el siglo IV, para romper la monotonía de esta larga oración nocturna se introdujo la costumbre de dividirla en tres partes o nocturnos. Juan Casiano, al hablar de las Vigilias solemnes, menciona tres divisiones de este Oficio.
Alrededor del año 484, el monje greco-capadocio Sabbas el Santificado inició el proceso de registrar las prácticas litúrgicas en torno a Jerusalén, mientras que los ritos catedralicios y parroquiales en el Patriarcado de Constantinopla evolucionaron de una manera completamente diferente. Las dos prácticas principales se sintetizaron, a partir del siglo VIII, para producir un cargo de gran complejidad.
En 525, Benito de Nursia estableció uno de los primeros esquemas para la recitación del Salterio en el Oficio. Las reformas cluniacenses del siglo XI renovaron el énfasis en la liturgia y las horas canónicas en los prioratos reformados de la Orden de San Benito, con la Abadía de Cluny a la cabeza.

## Número y cualidad de las horas
Las horas canónicas son las siguientes:
- Maitines: antes del amanecer.
- Laudes: al amanecer
- Prima: primera hora después del amanecer, sobre las 6:00 horas de la mañana.
- Tercia: tercera hora después de amanecer, sobre las 9:00 horas.
- Sexta (de donde deriva la palabra siesta): mediodía, a las 12:00 horas después del Ángelus en tiempo ordinario o el Regina Coeli en Pascua.[nota 1]
- Nona: sobre las 15:00, Hora de la Misericordia.
- Vísperas: tras la puesta del sol, habitualmente sobre las 18:00 después del Ángelus en tiempo ordinario o el Regina Coeli en Pascua.
- Completas: antes del descanso nocturno, a las 21:00.

## Divisiones
Las horas se pueden dividir a su vez en dos categorías, atendiendo a su carácter de oficio:
Horas mayores
Es decir, los maitines, los laudes y las vísperas, en las que era preceptivo que toda la comunidad se reuniera en la iglesia.
Horas menores
Corresponden a la prima, la tercia, la sexta y la nona. Según la regla benedictina, no era obligación en estas horas menores acudir a la iglesia, sino que, al escuchar la trompeta o la campana, los monjes interrumpían sus labores y se ponían a orar inmediatamente en el lugar en el que se encontraban.[cita requerida]
Existe otra división de las horas canónicas, según correspondan al día o a la noche. Se consideraban horas diurnas las de prima, tercia, sexta y nona, y nocturnas las demás.[cita requerida]

## Los instrumentos de medida

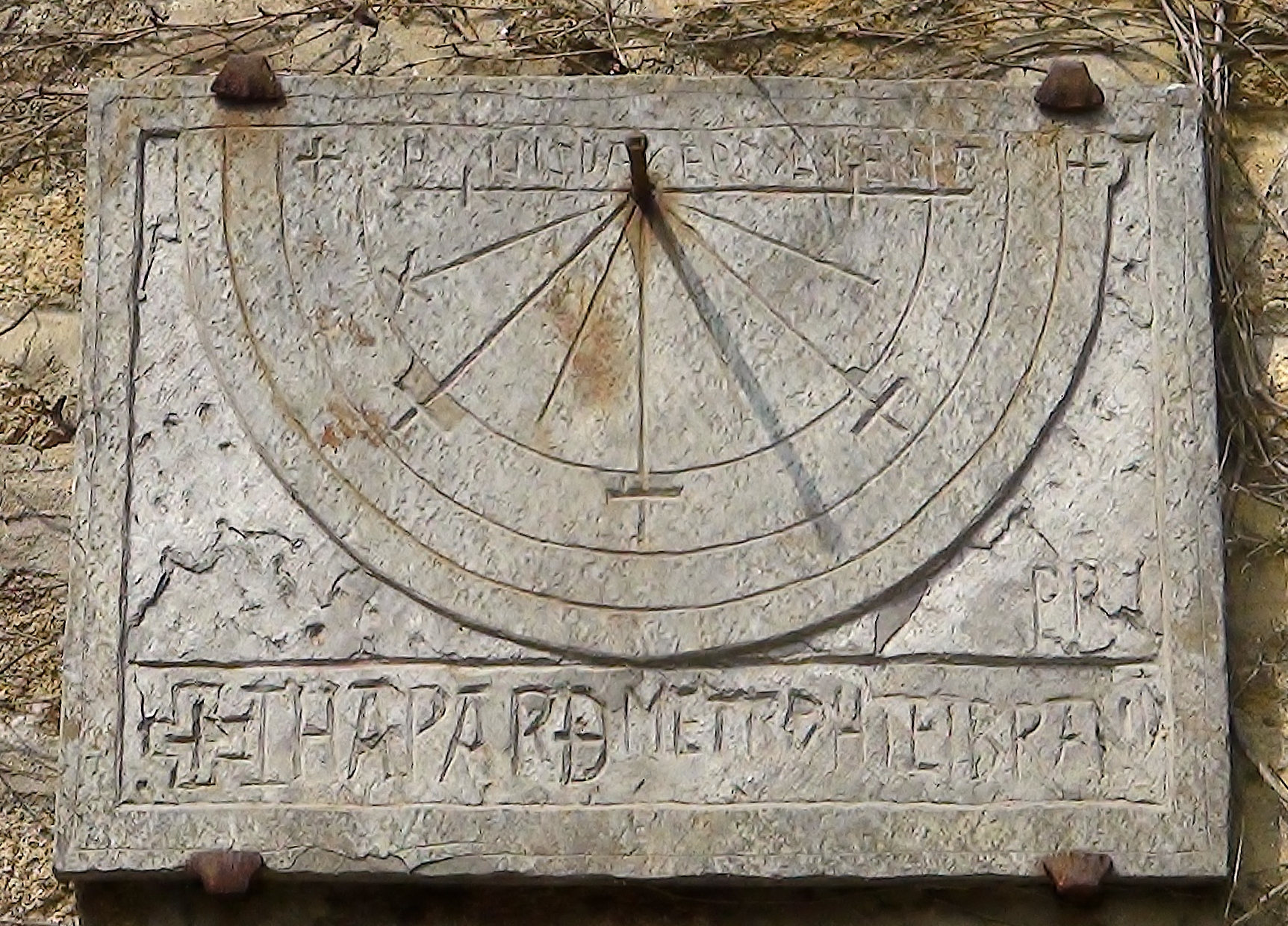
Los relojes de misa han sido en la Edad Media los indicadores de las horas canónicas.

Los instrumentos encargados de indicar este tipo de horas son los relojes de pie, reloj de misa y a veces la intuición del Abad del monasterio que indicaba mediante órdenes precisas toque de campanas para hacer saber a los monjes el estado de transición entre las horas.
Para la indicación del tiempo se podía también emplear instrumentos tales como la clepsidra (o reloj de agua) o el reloj de sol. Sobre estos últimos instrumentos solares se puede decir que existen variantes muy interesantes conocidas como reloj de misa y que pueden verse en las paredes de algunas Iglesias y conventos de la época.
Estos intervalos de duración, denominados a veces como tiempo de Dios, consistían en dividir el arco diurno del Sol en aproximadamente 8 partes de 3 horas cada una, marcadas por las campanadas de las iglesias o los monasterios.